# Butte (Nebraska)
Butte is een plaats (village) in de Amerikaanse staat Nebraska, en valt bestuurlijk gezien onder Boyd County.

## Demografie
Bij de volkstelling in 2000 werd het aantal inwoners vastgesteld op 366.
In 2006 is het aantal inwoners door het United States Census Bureau geschat op 334, een daling van 32 (-8,7%).

## Geboren
- George Wagner (1915-1963), professioneel worstelaar

## Geografie
Volgens het United States Census Bureau beslaat de plaats een oppervlakte van
1,1 km², geheel bestaande uit land. Butte ligt op ongeveer 552 m boven zeeniveau.

## Plaatsen in de nabije omgeving
De onderstaande figuur toont nabijgelegen plaatsen in een straal van 24 km rond Butte.